# 伊欽縣
50°26′13″N 15°21′05″E / 50.43694°N 15.35139°E

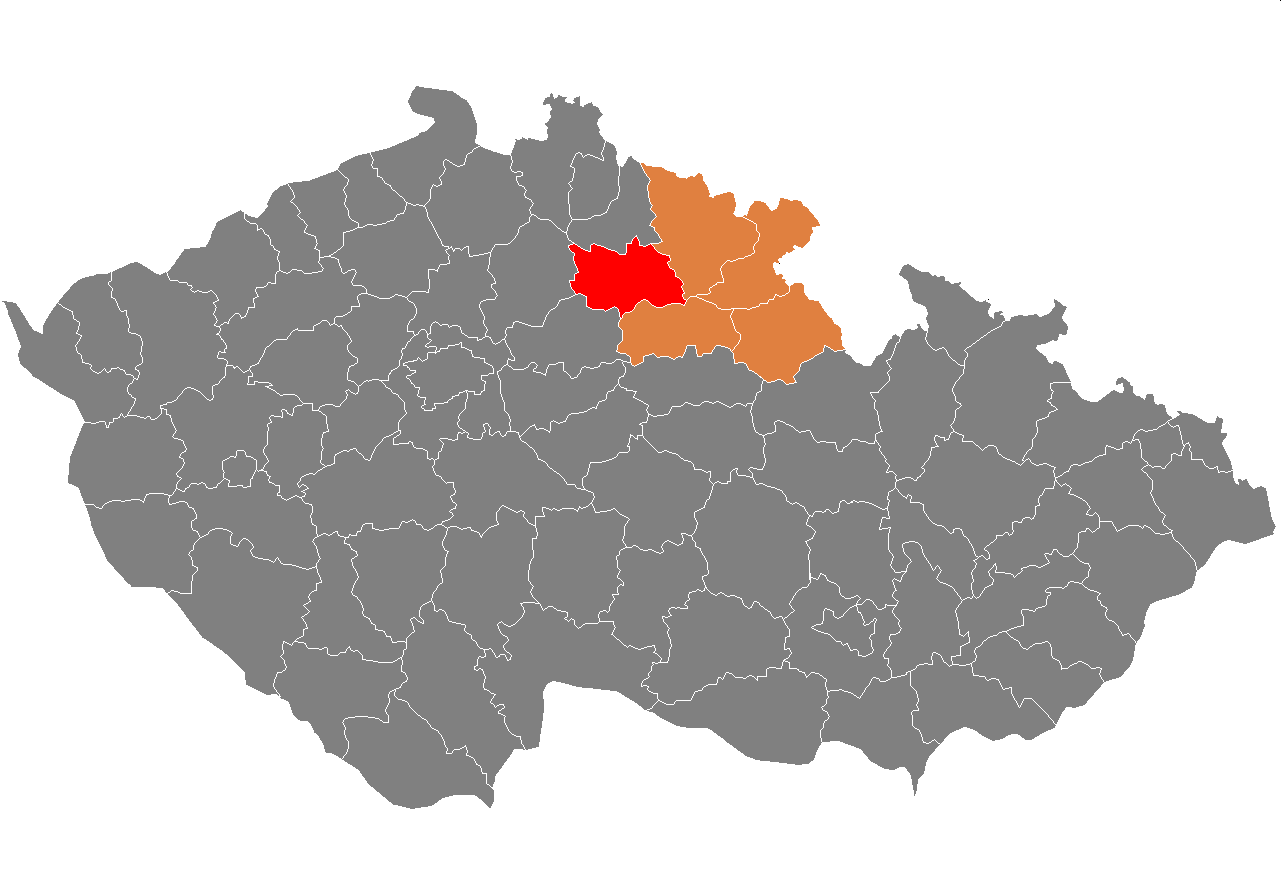

伊欽縣（捷克語：Jičín）是捷克的縣份，位於該國北部，由赫拉德茨-克拉洛韋州負責管轄，首府設於伊欽，面積887平方公里，2007年人口77,306，人口密度每平方公里87人。